# Литовченко Олена Олексіївна
Олена Олексіївна Литовченко (нар. 1 травня 1963, Ташкент — пом. 28 жовтня 2021, Київ) — українська письменниця, інженер-металург за освітою. Написала у співавторстві з чоловіком Тимуром Литовченком авантюрно-історичні романи, детективи. Авторка кількох книг, що друкувалися в Україні.

## Життєпис
Народилася Олена Олексіївна Литовченко 1 травня 1963 року в Ташкенті. Маючи батька-льотчика (він працював бортінженером в транспортній авіації), аж до повноліття багато кочувала не тільки по Україні, але і по Росії (Тюмень, Курган).
В 1980 році закінчила середню школу[джерело не вказане 1407 днів]. 1986 року закінчила Київський політехнічний інститут (його інженерно-фізичний факультет) за спеціальністю інженер-металург[джерело не вказане 1407 днів]. Під час навчання на факультеті познайомилася з майбутнім чоловіком і співавтором Тимуром.
Померла 28 жовтня 2021 від коронавірусної хвороби.

## Особисте життя

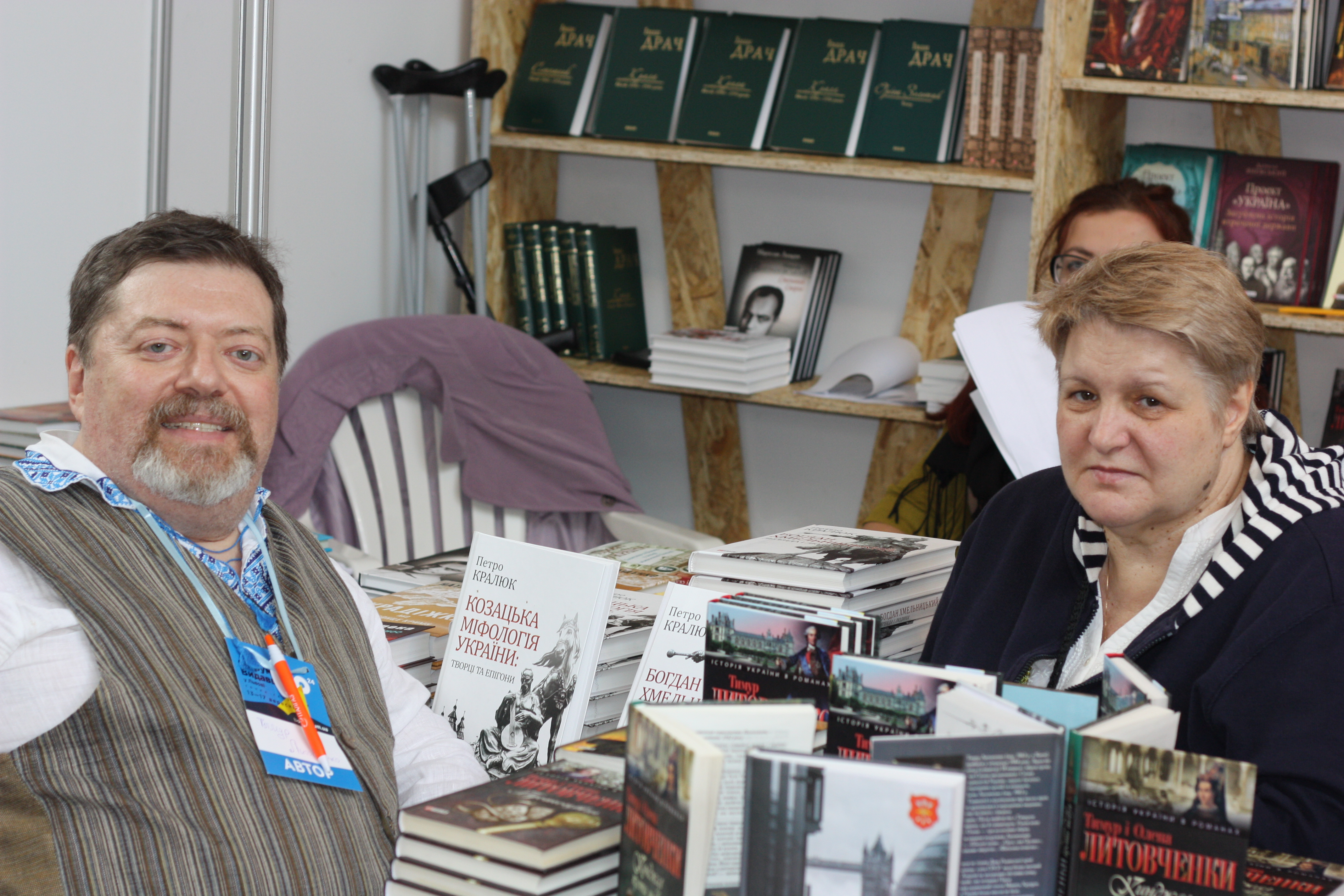
З чоловіком Тимуром на Форумі видавців 2017

- Чоловік Литовченко Тимур Іванович (народився 1963 року в Києві[5],. одружилися в 1984 році), з 2011 року були співавторами в літературній творчості[6], донька Людмила (1985 року народження)[7][джерело не вказане 1407 днів].
- Батько Олексій родом з Мотовилівки, а мати походить зі шляхетського роду Уханьських, що проживали в теперішній гміні Ухані Грубешівського повіту Люблінського воєводства у східній Польщі[джерело не вказане 1407 днів].

## Літературна творчість
У підлітковому віці низка віршів Олени Литовченко була опублікована в періодичній пресі Кургану (Росія). Під час навчання в КПІ і після того іноді писала короткі оповідання в жанрі фантастики й еротики. Абсолютно новий етап почався в 2011 році, коли Олена разом з чоловіком Тимуром Литовченком почала спільно писати історичну прозу. Романи творчого подружжя Литовченків виходять друком в харківському видавництві «Фоліо».
А ще Олена Литовченко створила цикл оповідань про домашніх тварин в жанрі сімейного читання, одне з яких увійшло до збірки «Друзі незрадливі» (твори-переможці конкурсу «Мі-мі-мі. Наші улюбленці»), яка вийшло друком у «Видавництві Старого Лева».
Також в 2018—2021 роках в харківському видавництві «Фоліо» вийшла друком авторська мінісерія подружжя Тимура та Олени Литовченків «101 рік України». Того року — перші чотири книжки серії: «Книга Пожежі. 1914—1922», «Книга Невиправданих Надій. 1923—1931», «Книга Жахіття. 1932—1938» та «Книга Спустошення. 1939—1945». У 2019 році побачили світ наступні три романи: «Книга Зневіри. 1946—1953», «Книга Відлиги. 1954—1964» та «Книга Застою. 1965—1976». У 2020 році вийшли друком «Книга Розчарування. 1977—1990» та «Книга Нових Сподівань. 2005—2014». І нарешті в 2021 році побачила світ «Книга Безнадії. 1991—2004».

## Відзнаки та номінування
- 2011  — номінування на Премію Президента України «Українська книжка року».[джерело не вказане 1407 днів]
- 2012  — спеціальна нагорода «Вибір видавців» на Всеукраїнському літературному конкурсі «Коронація слова 2012» (разом з чоловіком, Тимуром Литовченком)[12].
- 2012  — Всеукраїнське літературно-мистецьке свято «Просто на Покрову» (Коростень), грамота «Генію свята».
- 2012  — номінування на Премію «Книга року ВВС»[13].
- 2012  — номінування на Премію Президента України «Українська книжка року»[14].
- 2013  — Всеукраїнський літературний конкурс Імені Олександри Кравченко (Девіль), 2 місце (разом з Тимуром Литовченком) за роман про Кирила Розумовського «Пустоцвіт»[15][16].
- 2014  — номінування на Премію «Книга року ВВС»[17].
- 2014  — номінування на Премію Президента України «Українська книжка року»[18].
- 2016  — літературна відзнака «Золотий письменник України» (спеціальна відзнака Міжнародного літературного конкурсу «Коронація слова 2016»)[19][20][21][22] та «Меч Слова» (разом з Тимуром Литовченком)[23].
- 2016  — премія імені Василя Юхимовича за прозову книгу «Фатальна помилка» (разом з Тимуром Литовченком)[24].
- 2017  — заохочувальний диплом на Міжнародному літературному конкурсі «Коронація слова 2017» за книгу «Принц України» (разом з Тимуром Литовченком)[25]
- 2018  — премія імені Пантелеймона Куліша (разом з Тимуром Литовченком) «за історичні романи „Пустоцвіт“, „Кинджал проти шаблі“, „Шалені шахи“ та „Фатальна помилка“ (серія „Історія України в романах“)»[26][27].
- 2018  — твір Тимура та Олени Литовченків «Книга жахіття. 1932—1938», що вийшов друком у видавництві «Фоліо», отримав нагороду конкурсу «Найкраща книга України» у номінації «Моя країна» за версією Державного комітету телебачення і радіомовлення України[28].
- 2019  — диплом Всеукраїнського літературного конкурсу прозових україномовних видань «Dnipro-Book-Fest-2019» (разом з Тимуром Литовченком) в номінації «Прозові твори (романи, повісті)» за книгу «Принц України» про Данила Скоропадського[29], сина гетьмана України Павла Скоропадського[30][31].

## Зауваги
1. ↑  Перший твір, написаний в співпраці з чоловіком Тимуром Литовченком.